# Aankomst van de Hongaren
De Aankomst van de Hongaren (Hongaars: A magyarok bejövetele), ook bekend als het Feszty-panorama, is een groot cyclorama - een cilindervormig panoramaschilderij - door de Hongaarse schilder Árpád Feszty en zijn medewerkers. Het schilderij beeldt het begin van de Hongaarse verovering van het Karpatenbekken in 895 af.
Het schilderij werd voltooid in 1894 voor de duizendste verjaardag van de gebeurtenis die het afbeeldt. Sinds de 1100e verjaardag van deze gebeurtenis is het cyclorama te bezichtigen in het Nationaal Geschiedkundig Herdenkingspark van Hongarije in Ópusztaszer.

## Geschiedenis

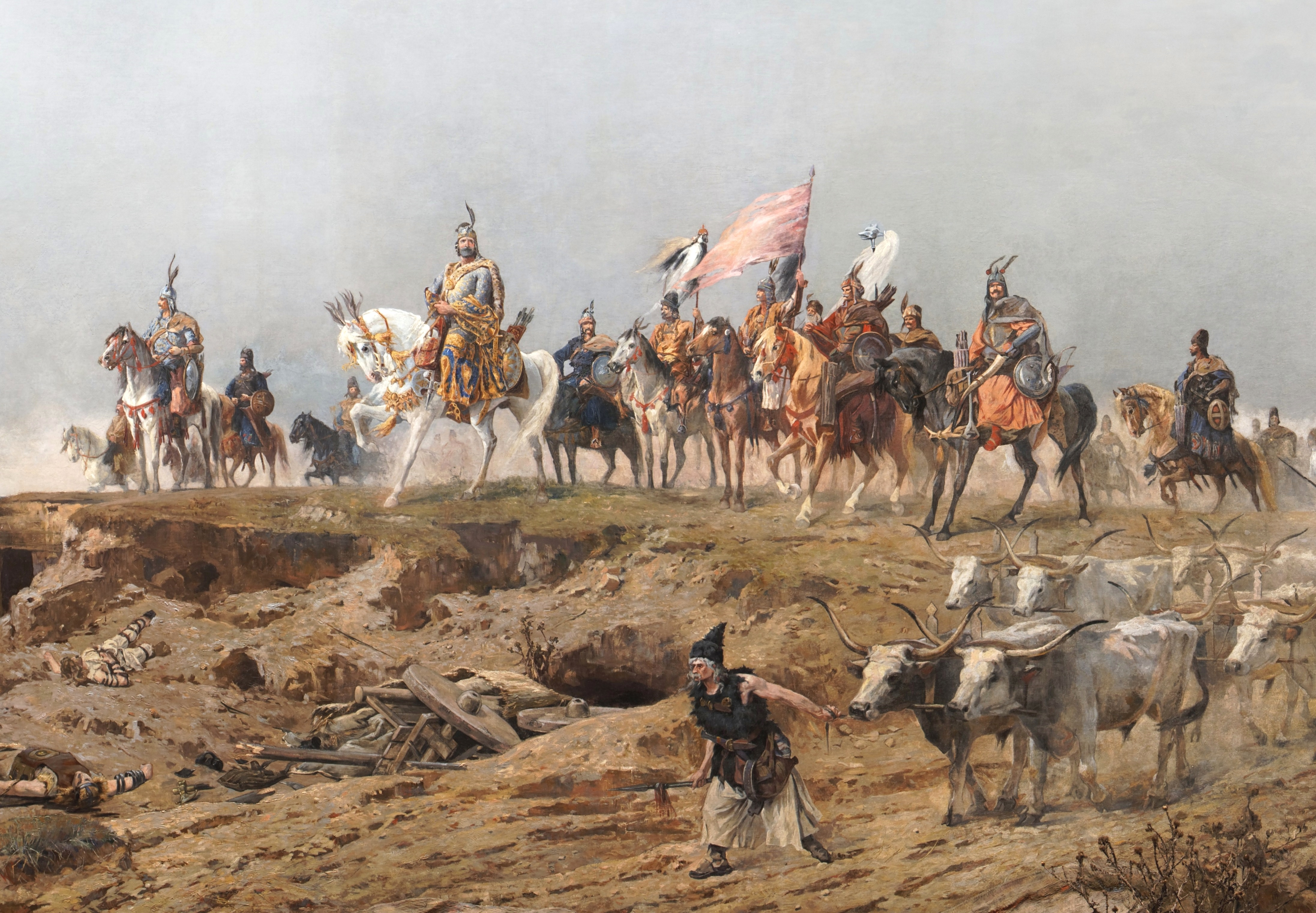
De zeven hoofdmannen van de Hongaren, detail van het cyclorama

In 1891 zag Árpád Feszty in Parijs een panoramaschilderij van Édouard Detaille en Alphonse de Neuville. Zijn eerste idee was om de Bijbelse zondvloed op een gelijkaardige manier te schilderen, maar op aanraden van zijn schoonvader, de schrijver Mór Jókai, schilderde hij de "Aankomst van de Hongaren" in de plaats. Voor een zo waarheidsgetrouw mogelijke weergave bezocht Feszty de Veretski-pas in de Oostelijke Karpaten, waar de Hongaren het Karpatenbekken in 895 binnenkwamen.
De Hongaarse pers bracht voortdurend verslag uit over de vooruitgang van het werk. Omwille van het openbare belangstelling besloot het stadsbestuur van Boedapest op te draaien voor de kosten van het schilderij. Aanvankelijk zag het ernaar uit de het schilderij opgeleverd kon worden tegen 20 augustus 1893, ter herdenking van de heiligverklaring van koning Stefanus I van Hongarije op 20 augustus 1083. De werken liepen echter vertraging op en pas in de lente van 1894 bracht Feszty de laatste details aan. Op 13 mei 1894 werd het schilderij opengesteld voor het publiek, dat massale belangstelling vertoonde. 
Tijdens de Slag om Boedapest in de Tweede Wereldoorlog liepen het schilderij en het gebouw waar het werk werd tentoongesteld schade op, waardoor het ook door regen en sneeuw werd beschadigd. In 1970 werd besloten tot de oprichting van het Nationaal Geschiedkundig Herdenkingspark van Hongarije in Ópusztaszer, alsook de restauratie van het schilderij zelf. Sinds 1995 is het schilderij weer te bezichtigen voor het publiek.